# Ferrari F2007
Chronologie des modèles (2007)
Ferrari 248 F1 Ferrari F2008
La Ferrari F2007 est la monoplace de Formule 1 engagée par la Scuderia Ferrari dans le Championnat du monde 2007. C'était le 53e modèle de Formule 1 conçu par Ferrari. En interne, elle porte le nom de projet 658. Elle a permis à la Scuderia Ferrari de remporter le titre mondial des constructeurs, et au Finlandais Kimi Räikkönen d'être sacré chez les pilotes.

## Pilotes
- Felipe Massa (numéro 5)
- Kimi Räikkönen (numéro 6)
- Luca Badoer (pilote d'essai)
- Marc Gené (pilote d'essai)

## Historique
La Ferrari F2007 est présentée le dimanche 14 janvier 2007 à Maranello en Italie. C'est la seconde Formule 1 de 2007 à être présentée après la Toyota TF107, dévoilée la même semaine à Cologne. Seules des photos officielles, prises dans les ateliers de Ferrari au siège de Maranello et fournies par l'écurie, ont été diffusées à la presse. Dans une robe rouge vif, les logos blanc et noir du cigarettier Marlboro qui s'affiche traditionnellement sur ses flancs sont remplacés par des « codes-barres ». En accord avec la législation européenne réglementant la publicité pour le tabac, les courses disputées dans l'Union européenne en 2007 verront Ferrari arborer cette livrée. Le rapport entre la coloration de la voiture et la marque phare de Philip Morris sera donc dû à la seule association d'idées. La Ferrari F2007 est la seule Formule 1 de 2007 à toujours arborer les logos d'un cigarettier. En effet, Mild Seven, propriété de Japan Tobacco, est remplacé chez Renault par l'institution financière néerlandaise ING; McLaren a signé un contrat avec le groupe de télécommunication anglais Vodafone pour suppléer à la marque West des Allemands d'Imperial Tobacco, disparue de ses flancs depuis le milieu de la saison 2005 ; et Lucky Strike, branche de BAT, disparaît des pontons des Honda. Par rapport à la livrée de la 248 F1 de 2006, les ailerons avant et arrière passent du blanc au rouge, revêtant la monoplace d'une robe intégralement rouge. Un rouge plus flashy que précédemment. Ces ailerons sont encore, à ce moment de la saison, ceux qui équipaient la 248 F1.
Le lendemain, le Brésilien Felipe Massa baptise la monoplace sur la piste privée de Ferrari à Fiorano. Dans un brouillard hivernal humide, il prend la piste à 9 h 30 en pneus intermédiaires, sous les yeux du septuple champion du monde Michael Schumacher. Felipe Massa effectue un second roulage ce même 15 janvier aux alentours de midi. Quelques VIP invités par Ferrari assistent à cet essai à huis clos. Les journalistes, photographes et cadreurs sont relégués sur la route de Modène adjacente et suivent la F2007 à travers les grillages du circuit. Felipe Massa ressort encore pour plusieurs séries de tours durant l'après-midi alors que Luca di Montezemolo, président de Ferrari, et Jean Todt, administrateur délégué et directeur général de la gestion sportive, apparaissent dans le box. Kimi Räikkönen est également présent, assis sur une caisse de matériel, et plaisante avec l'essayeur « historique » Luca Badoer. Michael Schumacher apparaît très concentré et à l'écoute de Massa. À la fin de sa session, Felipe Massa confie sa satisfaction. La nouvelle suspension avant est un pas en avant : la voiture est bien plus stable. Il boucle son tour le plus rapide en 58 secondes 3. Assez loin du record de la piste, qui date de l'époque des V10. Loin également des temps de 2006 en raison des nouvelles gommes Bridgestone.
Le premier véritable test de la F2007 est accompli la semaine suivante, à Vallelunga. Ces tests étaient initialement prévu dans le nord, au Mugello, mais la neige et le froid en Toscane ont empêché la Scuderia Ferrari de s'y rendre. Les rouges ont donc préféré le circuit des alentours de Rome. Felipe Massa y pilote une F2007 durant trois jours, du mardi 23 janvier 2007 au jeudi 25 janvier. Kimi Räikkönen se contente lui d'une « vieille » 248F1 de 2006. Dans des conditions assez difficiles le premier jour, Massa a bouclé 74 tours dont le plus rapide en 1 min 14 s 493. Pas plus de chance le lendemain : la pluie, et même la grêle, retardent le programme de Ferrari. Massa est ainsi près de 4 secondes plus lent que la veille, en 1 min 18 s 767. Pour rattraper le retard accumulé, Ferrari décide de prolonger ces essais jusqu'au vendredi 26 au lieu du jeudi 25 initialement prévu. Le jour suivant, toujours pas d'embellie, ou presque, dans le ciel romain. Entre les averses, Massa boucle 86 tours, dont le plus rapide en 1 min 13 s 029. Les temps de la F2007 s'améliorent donc, malgré la météo calamiteuse.

## Philosophie de conception

### Châssis

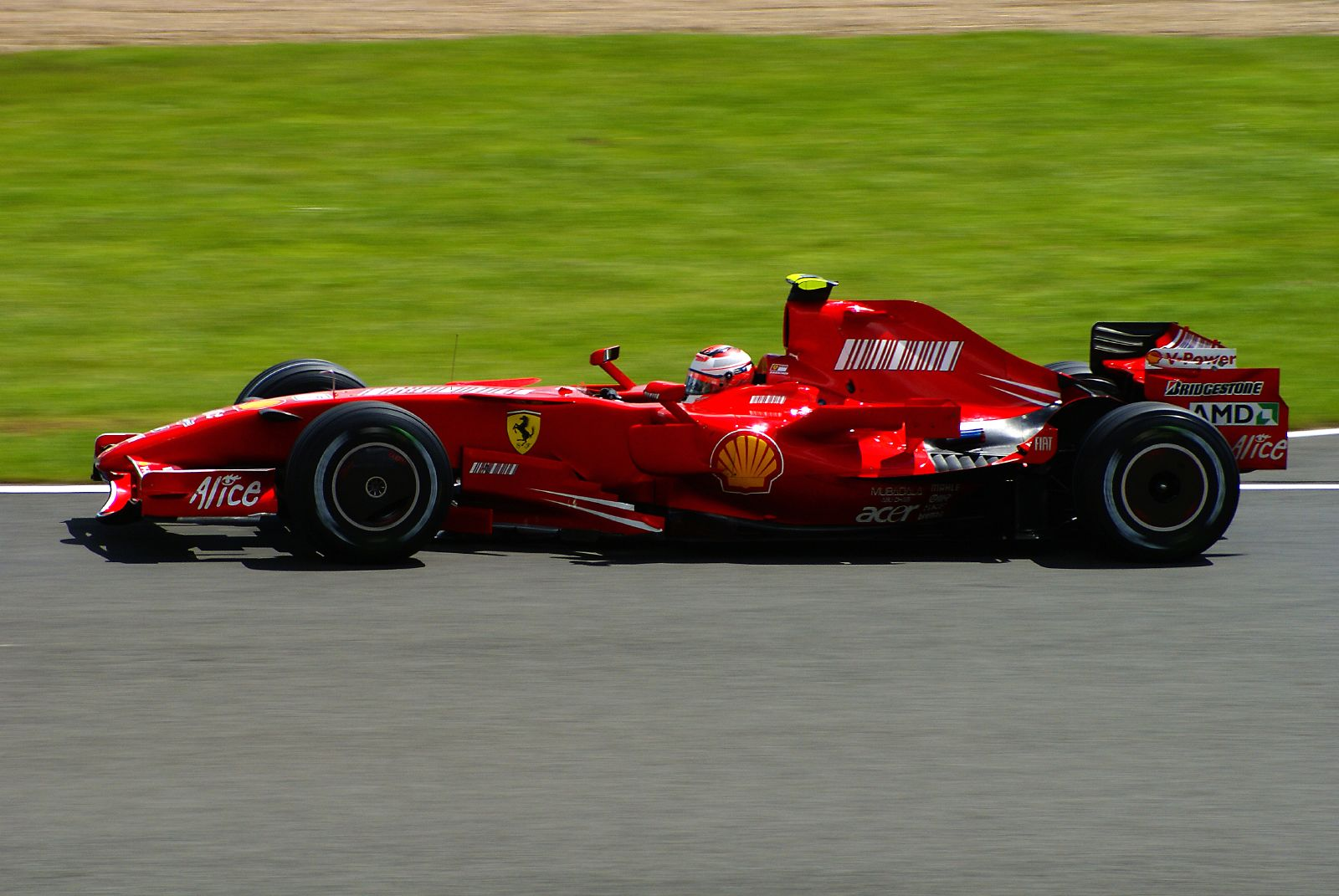
Kimi Räikkönen au volant de la F2007 lors du Grand Prix de Grande-Bretagne.

La Ferrari F2007 se situe dans la continuité de la Ferrari 248 F1 de 2006, elle est conçue par une équipe d'ingénieurs à la tête de laquelle se trouvent l'Italien Aldo Costa (directeur technique), l'Italien Mario Almondo (directeur technique) et le Grec Nikolas Tombazis (chef designer). Selon Aldo Costa, le responsable du développement châssis chez Ferrari, l'aérodynamique de cette monoplace a été particulièrement soignée et revue par rapport à l'année précédente. Principalement à l'entrée des pontons, où se greffent de nombreux appendices, et autour des suspensions avant. On observe entre autres une lamelle double fixée sur l'arceau de sécurité et deux déflecteurs en demi-lunes greffés sur chacune des entrées d'air. Les rétroviseurs sont fixés sur les entrées d'air et non pas contre le baquet du pilote. Cela les éloigne assez fort de ce dernier mais les empêchent de perturber le flux d'air qui s'écoule le long du capot moteur. Curieusement, la Ferrari F2007 ne présente aucune cheminée sur le haut de ses entrées d'air, contrairement à la BMW Sauber F1.07 ou à la McLaren MP4-22. Sans doute le capot moteur spécifique aux conditions caniculaires viendra-t-il corriger cette absence.
Un énorme travail a été effectué sur la coque en nids d'abeille en fibre de carbone afin de la renforcer pour qu'elle puisse passer le crash test imposé par la FIA pour en vérifier la solidité. Et pour qu'elle puisse résister aux nouvelles exigences de ces tests frontaux et latéraux, la Ferrari F2007 affiche 10 kg de plus par rapport à sa devancière.
À l'arrière, cette coque est refermée pour épouser les formes plus étroites de la nouvelle boîte de vitesses. Elle s'arrête relativement haut au-dessus de la suspension, comme c'est désormais la norme sur les F1 modernes. Enfin, l'empattement de la voiture est plus long qu'en 2006. Les ailerons avant et arrière présents sur la monoplace lors de sa présentation étaient ceux de la 248 F1, de nouveaux ailerons restant à développer avant le premier Grand Prix de la saison à Melbourne le 18 mars.

### Boîte de vitesses
La boîte de vitesses semi-automatique séquentielle à contrôle électronique a été développée dans les ateliers de Ferrari à Maranello. C'est une boîte longitudinale à sept rapports et une marche arrière. Elle bénéficie d'un "quick shift", un dispositif à changements rapides, permettant de perdre un minimum de temps entre deux changements de rapport. Ce système annule le temps d'attente et fonctionne sur tous les rapports et dans toutes les conditions.

### Moteur
Le moteur de la Ferrari F2007 est un V8 à 90°. Il est presque similaire au bloc 056 de 2006 car le règlement FIA de 2007 impose désormais un gel des moteurs sur toute la saison, empêchant son évolution depuis le Grand Prix de Chine 2006 à Shanghai. Ce pour des raisons d'économie des coûts de développement. Il se nomme donc toujours 056. Malgré cela, le responsable du département moteur de Ferrari, Gilles Simon, a noté certaines modifications, notamment pour adapter le régime limité aux 19 000 tours par minute autorisés par la FIA. Ainsi, la chambre de combustion, les soupapes, les arbres à cames et les conduits d'aspiration et de sortie ont été retravaillés. Autre difficulté : l'intégration du "vieux" bloc 056 au nouveau châssis F2007. Ainsi, les entrées et sortie des fluides (eau et huile), les pistons, les jets de refroidissement de ces pistons et le positionnement de certains accessoires ont été modifiés pour faciliter l'intégration du bloc au train arrière très compact, dû à la boîte de vitesses réduite. Le développement du bloc 056 sera gelé sur la F2007 le 1er mars 2007 comme sur toutes les autres Formules 1 du Championnat du Monde FIA 2007. Mais certains accessoires resteront modifiables, comme l'amélioration des lubrifiants. Ce bloc 056 équipe aussi les monoplaces des écuries Scuderia Toro Rosso et Spyker.

## Résultats en championnat du monde de Formule 1
- Saison 2007 :
  - Départs en Grands Prix : 17
  - Abandons : 4

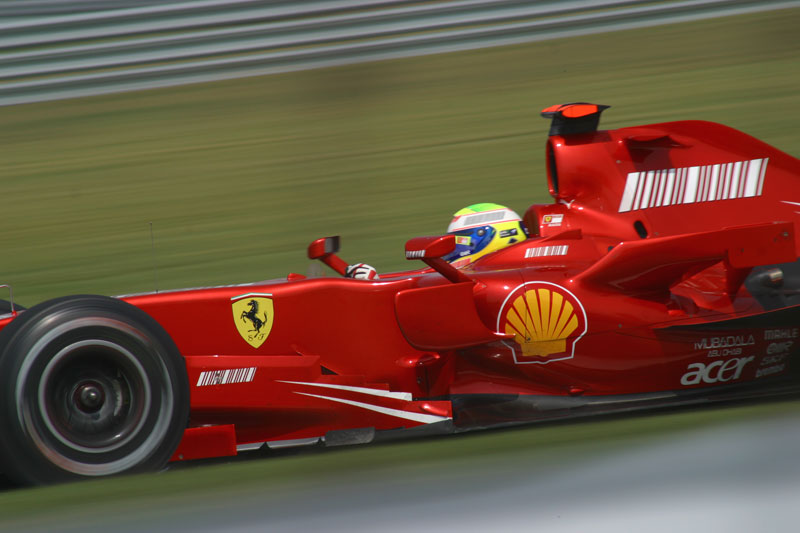
Felipe Massa sur la Ferrari F2007 au Grand Prix des États-Unis.

    - 2: Kimi Räikkönen: Espagne (Électrique), Europe (Hydraulique)
    - 2: Felipe Massa: Canada (Drapeau Noir), Italie (Suspension)

  - Victoire(s) : 9
    - 6: Kimi Räikkönen: Australie, France, Royaume-Uni, Belgique, Chine, Brésil
    - 3: Felipe Massa: Bahreïn, Espagne, Turquie

  - Podium(s) : 22
    - 12: Kimi Räikkönen: Australie, Malaisie, Bahreïn, France, Royaume-Uni, Hongrie, Turquie, Italie, Belgique, Japon, Chine, Brésil
    - 10: Felipe Massa: Bahreïn, Espagne, Monaco, USA, France, Europe, Turquie, Belgique, Chine, Brésil

  - Pole Position(s) : 9
    - 6: Felipe Massa: Malaisie, Bahreïn, Espagne, France, Turquie, Brésil
    - 3: Kimi Räikkönen: Australie, Europe, Belgique

  - Meilleure Qualification : Malaisie, Australie, Bahreïn, Espagne, France, Europe, Belgique, Brésil
    - Felipe Massa: 1er
    - Kimi Räikkönen: 1er

  - Meilleurs tours en course : 12
    - 6: Felipe Massa: Bahreïn, Espagne, France, Europe, Belgique, Chine
    - 6: Kimi Räikkönen: Australie, USA, Royaume-Uni, Hongrie, Turquie, Brésil

  - Comparatif Qualifications : Felipe Massa 9 - 8 Kimi Räikkönen
  - Comparatif Course : Felipe Massa 6 - 11 Kimi Räikkönen
  - Positions aux Championnats du Monde : 1er devant BMW (92 points)
    - Pilotes : 
      - Felipe Massa : 4e 94 points
      - Kimi Räikkönen : 1er 110 points

    - Constructeurs : Champion 204 points

| Saison | Écurie                    | Moteur     | Pneus       | Pilotes        | Courses | Courses | Courses | Courses | Courses | Courses | Courses | Courses | Courses | Courses | Courses | Courses | Courses | Courses | Courses | Courses | Courses | Points inscrits | Classement |
| Saison | Écurie                    | Moteur     | Pneus       | Pilotes        | 1       | 2       | 3       | 4       | 5       | 6       | 7       | 8       | 9       | 10      | 11      | 12      | 13      | 14      | 15      | 16      | 17      | Points inscrits | Classement |
| ------ | ------------------------- | ---------- | ----------- | -------------- | ------- | ------- | ------- | ------- | ------- | ------- | ------- | ------- | ------- | ------- | ------- | ------- | ------- | ------- | ------- | ------- | ------- | --------------- | ---------- |
| 2007   | Scuderia Ferrari Marlboro | Ferrari V8 | Bridgestone |                | AUS     | MAL     | BAH     | ESP     | MON     | CAN     | USA     | FRA     | GBR     | EUR     | HON     | TUR     | ITA     | BEL     | JAP     | CHI     | BRÉ     | 204             | Champion   |
| 2007   | Scuderia Ferrari Marlboro | Ferrari V8 | Bridgestone | Felipe Massa   | 6e      | 5e      | 1er     | 1er     | 3e      | Dsq     | 3e      | 2e      | 5e      | 2e      | 13e     | 1er     | Abd     | 2e      | 6e      | 3e      | 2e      | 204             | Champion   |
| 2007   | Scuderia Ferrari Marlboro | Ferrari V8 | Bridgestone | Kimi Räikkönen | 1er     | 3e      | 3e      | Abd     | 8e      | 5e      | 4e      | 1er     | 1er     | Abd     | 2e      | 2e      | 3e      | 1er     | 3e      | 1er     | 1er     | 204             | Champion   |

Légende : ici 